# Morris Hirshfield
Morris Hirshfield (* 10. April 1872 in Kongresspolen, damals Russisches Kaiserreich; † 26. Juli 1946 in Brooklyn, New York City) war ein US-amerikanischer Fabrikant und Künstler.

## Leben
Hirshfield wurde in Russisch-Polen in der Nähe zur damaligen deutschen Grenze in einer jüdischen Familie geboren. Bereits als Jugendlicher schnitzte er Skulpturen und stellte mit 14 Jahren einen Betstuhl für die örtliche Synagoge her. Im Alter von 18 Jahren wanderte er nach New York aus und arbeitete dort in den ersten Jahren als Schneider in einer Firma für Damenoberbekleidung. 1902 gründete er zusammen mit seinem Bruder die E. Z. Walk Manufacturing Company, die Schuhe herstellte und bis zu 300 Arbeitskräfte beschäftigte. Nach schwerer Krankheit schied er 1936 aus dem Geschäftsleben aus und wandte sich der Malerei zu.

## Wirken

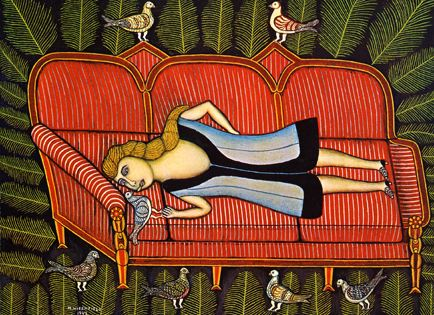
Girl with Pigeons (1942)

1939 wurden erste Werke von ihm von Sidney Janis präsentiert, der ihn als „Neuen Primitiven“ bezeichnete. 1939 zeigte das New Yorker Museum of Modern Art zwei seiner Gemälde in seiner Ausstellung der Unknowns, der Unbekannten. Seine Malerei fand in surrealistischen Kreisen Anklang; er wurde von André Breton gelobt und nahm 1942 an der ersten amerikanischen Surrealisten-Ausstellung First Papers of Surrealism teil. 1943 folgte seine erste Einzelausstellung, ebenfalls im Museum of Modern Art, New York, kuratiert von Alfred H. Barr. 1946 und 1954 wurde er erneut in einer Soloausstellung präsentiert. Weitere Einzelausstellungen fanden 1945 in Los Angeles, 1951 in Paris und Zürich sowie dort erneut 1968 statt. Seit 1939 war er in mehreren Gruppenausstellungen zur sogenannten ’Naiven Malerei’ zu sehen. Neben André Breton schätzten auch Marcel Duchamp und Piet Mondrian seine Werke. Peggy Guggenheim zählte zu seinen wichtigsten Sammlern. Nach seinem Tod organisierte sie eine Ausstellung zu seinem Gedenken in ihrer Galerie Art of This Century.
Seine Werke, von denen er nur 77 schuf, sind heute unter anderem im Besitz des Museum of Modern Art in New York, des Musée National d’Art Moderne in Paris, der Peggy Guggenheim Collection in Venedig und der Sammlung Zander in Köln. Seine Motive sind größtenteils Tiere sowie weibliche Figuren, seltener Architektur oder Landschaften. In ihrer fehlenden Perspektive sowie der oft kleinteiligen Gestaltung erinnern sie an Volkskunst aus Hirshfields Kindheit sowie an textile Muster.
2015 zeigte das Museum Folkwang in Essen einige seiner Werke in der Gemeinschaftsausstellung Der Schatten der Avantgarde – Rousseau und die vergessenen Meister. In den Jahren 2022 und 2023 war die Retrospektive Morris Hirshfield Rediscovered im New Yorker American Folk Art Museum zu sehen.

## Werke
- 1937: Beach Girl (Mädchen am Strand), Museum of Modern Art
- 1937: Angora Cat (Angorakatze)
- 1940: Tiger (Tiger)
- 1940: Girl in the Mirror (Mädchen im Spiegel)
- 1941: Vier Katzen (Katzenmutter und drei Kätzchen)
- 1941: Inseparable Friends (Unzertrennliche Freundinnen)
- 1942: Amerikanische Schönheit
- 1942: Girl with Pigeons (Mädchen mit Tauben)
- 1943: Girl with her Dog
- 1943: Two Women in Front of a Mirror, Peggy Guggenheim Collection
- 1944: Stage Beauties – Triptychon
- 1944: Girl and Dog, Sammlung Zander
- 1945: The Artist and his Model (Der Künstler und sein Modell)
- 1945: Woman and Dog, Sammlung Zander

## Ausstellungen (Auswahl)
- Morris Hirshfield Rediscovered, American Folk Art Museum, New York (23.9.2022–29.1.2023)
- 27 Künstler. 209 Werke, Sammlung Zander, Bönnigheim (20.3.2016–29.1.2017)
- Der Schatten der Avantgarde. Rousseau und die vergessenen Meister, Museum Folkwang, Essen (2.10.2015–10.1.2016)
- Alberto Giacometti e Max Ernst: Surrealismo e oltre nella Collezione, Peggy Guggenheim Collection, Venedig (8.12.2002–23.2.2003)
- Self-Taught Artists of the 20th Century: An American Anthology, Philadelphia Museum of Art, Philadelphia (10.3.–17.5.1998)
- Internationale Naive Kunst, Charlotte Galerie für Naive Kunst, München (18.10.1974–31.1.1975)
- Morris Hirshfield, Galerie Maeght, Paris (1.1951)
- Last Paintings of Morris Hirshfield, Art of This Century, New York (11.2.–1.3.1947)
- The Paintings of Morris Hirshfield, The Museum of Modern Art, New York (23.6.–1.8.1943)
- First Papers of Surrealism, Coordinating Council of French Relief Society, New York (14.10.–7.11.1942)
- Modern Primitives. Artists of the People, The Museum of Modern Art, New York (21.10.1941–30.4.1944)
- Sidney Janis Collection, Albright Art Gallery, Buffalo (1940)
- Contemporary Unknown American Paintings, The Museum of Modern Art, New York (18.10.–18.11.1939)